# Pteroptyx gelasina
Pteroptyx gelasina là một loài bọ cánh cứng trong họ Đom đóm (Lampyridae). Loài này được Ballantyne miêu tả khoa học năm 2001.